# Liste de locutions latines commençant par N

## N
Aller à l'index de locutions latines
N.B.Abréviation de Nota bene.
Nam et ipsa scienta potestas est« Car le savoir lui-même est pouvoir. » Francis Bacon, De haeresibus, 1597. Aujourd'hui souvent paraphrasé Scienta potestas est ou Scienta potentia est « Savoir, c'est pouvoir. »
Natare piscem doces« Tu apprends au poisson à nager. » Francis Ponge, Prôèmes, 1948.
Natura abhorret a vacuo« La nature a horreur du vide. » Formule probablement médiévale [réf. nécessaire].
Natura naturans« Nature  naturante. » Formule employée par Baruch Spinoza.
Natura naturata« Nature  naturée. » Formule employée par Baruch Spinoza.
Natura nihil frustra facit« La nature ne fait rien inutilement. » Leucippe aurait écrit : "Tout ce qui arrive a une cause et une raison".
Natura non contristatur« La nature ne s'afflige pas. » C'est-à-dire « est indifférente ». Schopenhauer, Le monde comme volonté et comme représentation, 4, 54.
Natura non facit saltus« La nature ne fait pas de sauts. » Linné, Philosophia botanica (1751). Vision fixiste de Linné de l'évolution des espèces.
Naturam expellas furca, tamen usque recurret« Chasse le naturel avec une fourche, il reviendra toujours. » Horace, Épîtres, 1, 10, 24. Traduit par Destouches : "Chassez le naturel, il revient au galop."
Ne bis in idemVoir Non bis in idem.
Ne quid nimis« Rien de trop. » C'est-à-dire : « L'excès en tout est un défaut ». Sentence proverbiale grecque adaptée en latin.
Ne varietur« Qu'il n'y soit rien changé. » Mention apposée sur un contrat, un accord pour préciser que rien ne doit y être changé ; mention portée sur une partition musicale pour indiquer qu'il faut l'exécuter telle qu'elle est écrite.
Nec Hercules contra plures« Il n'y a pas d'Hercule qui tienne contre une foule. » Traduction latine d'un proverbe polonais.
Nec plus ultra« (Il n'y a) rien de mieux. »
Nec pluribus impar« Non inégal à plusieurs », c'est-à-dire « Supérieur à tous » (orgueilleuse devise du roi de France Louis XIV).
Nec spe, nec metu« Sans espoir et sans crainte. »
Nec ut emat melius, nec ut uendat, quidquam simulabit aut dissimulabit uir bonus« Ni pour acheter ni pour vendre au mieux [de ses intérêts], un homme de bien ne simulera ni ne dissimulera quoi que ce soit. » Cicéron, De officiis (Traité des devoirs), 3, 15, 62.
Necessitas reducit ad moerum jus naturae« L'état de nécessité réduit le droit aux instincts de la nature. » Adage juridique.
Neminem laedit qui suo jure utitur« Ne saurait blesser autrui celui qui ne fait qu’user de son droit. » Adage juridique.
Nemo admittitur sibi nocere« Nul n’est admis à exercer une action en justice pouvant lui nuire. » Adage juridique.
Nemo auditur propriam turpitudinem allegans« Nul ne peut se prévaloir de sa propre turpitude. » Adage juridique.
Nemo damnatus sine judicio« Pas de condamnation sans procès. » Adage juridique. Voir aussi : Nulla poena sine lege.
Nemo est supra legis« Nul n'est au-dessus des lois. » Adage juridique.
Nemo judex in causa sua« Nul ne peut être à la fois juge et partie. » Adage juridique.
Nemo judex sine lege« Nul ne peut être juge sans loi. » Adage juridique. Autrement dit : "Nul ne peut s'instituer juge d'autorité, hors de la légalité", ce qui prohibe l'instauration de tribunaux populaires.
Nemo legem ignorare censetur« Nul n'est censé ignorer la loi. » Adage juridique repris d'Aristote. Autre forme : Nemo censetur ignorare legem.
Nemo me impune lacessit« Nul ne me provoquera impunément. » Devise de l'Écosse et de l'Ordre du Chardon.
Nemo plus juris ad quiam transfere potest quam ipse habet« Nul ne peut céder à autrui plus qu'il ne possède. » Adage juridique.
Nemo tenetur se ipsum accusar« Nul n'est tenu de s'accuser lui-même. » Ce ancien principe de droit romain est ignoré des droits qui accordent une valeur à l'aveu.
Neque ignorare medicum oportet quæ sit ægri natura« Le médecin ne doit pas ignorer la nature de la maladie. »
Nigro notanda lapillo« À marquer d'une pierre noire. ». Dans l'Antiquité, le noir est signe de jours néfastes ; le blanc de jours fastes. [Nota : de façon répétée et inexacte, cette locution est attribuée à Catulle. Elle ne se trouve pas chez ce poète. La locution la plus voisine que l'on trouve dans Catulle est : lapide illa dies candidiore notat « jour qui mérite d'être marqué d'une pierre blanche » Catulle, Poèmes, 58, 150. Voir ici le texte de Catulle.]
Nihil conveniens decretis ejus !« Rien qui soit conforme à sa doctrine. » Cicéron, Des vrais biens et des vrais maux, 2, 31, 99. Voir ici le texte de Cicéron. Cicéron note que, dans ses lettres, Épicure contredit sa propre doctrine.
 Nihil est in intellectu quod non sit prius in sensu« Rien n'est dans l'intellect qui ne soit d'abord dans le sens. » Thomas d'Aquin, Questions disputées sur la vérité, q.2, a.3, arg.19.
 Nihil est sine ratione« Rien n'est sans raison. » Gottfried Wilhelm Leibniz, Confessio naturae, 1668.
Nihil lacrima citius arescit« Rien ne sèche plus vite qu'une larme. » Anonyme, La Rhétorique à Herennius, 2, 50. Formule fréquemment et faussement attribuée à Cicéron.
Nihil novi sub sole« Rien de nouveau sous le soleil. » Bible, Ecclésiaste, 1, 9. Voir ici le texte de l'Ecclésiaste.
Nihil obstat« Rien ne s'y oppose. » Approbation conférée par le censeur de l'Église catholique (censor librorum) pour diffuser un ouvrage traitant de la foi catholique.
Nihil sine Deo« Rien sans Dieu. » Devise de la famille princière de Hohenzollern-Sigmaringen, et plus tard, des rois de Roumanie.
Nil desperandum« Il ne faut désespérer de rien. »
Nil mortalibus ardui est« Rien n'est impossible aux mortels. » Horace, I, 3, 35.
Nil nisi bonum« [Des morts] on ne doit parler qu'en bien. » Abréviation de la formule De mortuis nihil nisi bene.
Nil sine numine« Rien n'advient sans la volonté des dieux. » Proverbe.
Nil volentibus arduumLittéralement « Rien n'est impossible à qui le veut », plus joliment traduit : « À cœur vaillant rien d'impossible. »
Nolens, volens« Bon gré, mal gré. »
Noli me tangere« Ne me touche pas. » Bible, Nouveau Testament, Évangile de Jean 20, 19. Lorsque le premier jour de la semaine qui suit la Crucifixion, les Saintes Femmes se rendent au tombeau de Jésus, elles le trouvent ouvert et vide, manifestant la Résurrection. Le Christ, Jésus, apparaît à Marie de Magdala qui ne le reconnaît pas et tente de le toucher. Ne me touche pas lui dit le Christ. L'expression marque aussi le respect dû à l'intégrité humaine et à l'inviolabilité du corps humain.
Noli turbare circulos meos« Ne perturbe pas mes calculs. » Phrase attribuée à Archimède, qui se serait adressé en ces termes au soldat qui, malgré les ordres, tua le célèbre savant lors de la conquête de Syracuse.
Nolite mittere margaritas ante porcos« Ne jette pas de perles aux pourceaux. » Voir Margaritas ante porco.
Nomen est omen« Le nom [d'une personne] est un présage. »
Nomina si nescis, perit cognitio rerum« Si tu ignores le nom des choses, leur connaissance même disparaît. ». Citation d'Edward Coke (« Nomina si nescis, perit cognitio rerum. Et nomina si perdas, certe distinctio rerum perditur. », The first part of the Institutes of the laws of England, or a Commentary upon Littleton, ~1628), popularisée par Carl von Linné, Critica botanica (1736).
Non ædificandi« Non constructible. »
Non bene olet qui semper bene olet« Il ne sent pas bon, celui qui sent toujours bon. » C'est-à-dire "Trop de perfection sent la tromperie." Martial, Épigrammes, 2, 12, 4.
Non bis in idem« Pas deux fois pour la même chose. » Principe général de droit : "Nul ne peut être poursuivi, jugé ou puni deux fois à raison des mêmes faits", transcrit à peu près sous cette forme dans la Déclaration européenne des droits de l'Homme.
Non canimus surdis« Nous ne chantons pas pour des sourds. » Virgile, Bucoliques, X, 8. Voir l'emploi à contre-pied de  cette expression que fait Dumas dans Le Comte de Monte-Cristo, chapitre X.
Non expedit« [Cela] ne convient pas. »  Position du Saint-Siège interdisant aux catholiques italiens de participer à la vie politique de leur pays (XIXe siècle).
Non fui, fui ; non sum, non curo« Je n'existais pas, j'ai existé ; je n'existe plus, je ne m'en soucie pas. » Inscription d'inspiration stoïcienne figurant sur les pierres tombales ; souvent abrégée : NFFNSNC.
Non idem est si duo dicunt idem« Deux interlocuteurs peuvent dire la même chose et signifier des choses différentes. » C'est l'origine du quiproquo et l'un des procédés du vaudeville.
Non liquet« Ce n'est pas clair. » Adage judiciaire indiquant qu'il y a doute quant au jugement de l'affaire.
Non licet omnibus adire Corinthum« Il n'est pas permis à tout le monde d'aller à Corinthe. » Traduction latine d'un proverbe grec : dans l'Antiquité, Corinthe était une ville chère ; il fallait beaucoup d'argent pour y vivre et il n'était pas permis à tout le monde d'y séjourner. Se dit des choses auxquelles on doit renoncer faute de moyens.
Non nisi parendo vincitur« On ne le/la soumet qu'en lui obéissant. » La locution complète est Natura enim non nisi parendo vincitur : « On ne soumet la nature qu'en lui obéissant. » Francis Bacon, Novum Organum, 1620, Livre I, chapitre 1, aphorisme III.
Non nobis, Domine, non nobis, sed Nomini Tuo da gloriam« Pas à nous, Seigneur, non pas à nous / Mais à Ton Nom seul donne la gloire. » Bible, Psaumes, 105, 1-2. Devise de l'Ordre du Temple.
Non omne quod licet honestum est« Tout ce qui n'est pas illicite n'est pas pour autant convenable. » Différence entre la loi et la morale du moment.
Non omnia possumus omnes« Tous tant que nous sommes, nous ne pouvons pas tout faire », autrement dit : « Personne n'est capable de réussir en tout. » Virgile, Bucoliques, 8, 63 (qui a emprunté cette formule à Lucilius, fr. 218 Marx = 5, 26 Charpin). L'expression a donné lieu à diverses exégèses de caractère philosophique, alors que, chez Virgile, le sens est beaucoup plus simple : le poète, après avoir chanté, constate qu'il n'a pas séduit son auditoire et conclut : "On fait ce qu'on peut !"
Non omnibus aegris eadem auxilia conveniunt.« On ne soigne pas tous les malades avec les mêmes remèdes. »
Non possumus« Nous ne pouvons pas. » Formule utilisée par l'Église catholique, en particulier dans ses relations diplomatiques, pour exprimer un refus motivé par la foi. On donne à la formule deux origines différentes :
- Dans la Bible, Nouveau Testament, Actes des Apôtres, 4, 20, Pierre et Jean, sommés par les autorités de cesser leur enseignement, répondent : "Nous ne pouvons pas ne pas parler de ce que nous avons vu et entendu". Voir ici le texte.
- Une autre version trouverait son origine dans l'histoire des Martyrs d'Abitène, interdits, par un arrêt de Dioclétien d'enseigner les Écritures, de disposer de lieux de cultes, de se réunir, en particulier le dimanche, pour célébrer l'Eucharistie. La formule complète serait : Sine dominico non possumus « Sans dimanche, non ne pouvons pas  [vivre]. » Cette explication paraît faible et quelque peu sollicitée.

Non scholæ, sed vitæ discimus« Nous n'apprenons pas pour l'école mais pour la vie. » Formule médiévale attribuée parfois et improprement à Sénèque.
Non una cumse dit d'une messe catholique dans laquelle on omet la formule "una cum famulo tuo Papa nostro N." (en union avec votre serviteur notre Pape N.), comme le prévoit le missel quand l'Église n'a pas de Pape. La locution est aujourd'hui principalement utilisée pour désigner les messes célébrées par des prêtres affirmant la vacance du Siège pontifical.
Non ut edam vivo, sed ut vivam edo« Je ne vis pas pour manger, mais je mange pour vivre. »
Non vestimentum virum ornat, sed vir vestimentum« Ce n'est pas l'habit qui embellit l'homme, mais l'homme qui embellit l'habit. »
Non vini vi no, sed vi no aquæ« Je ne nage pas grâce au vin, je nage grâce à l'eau. » (Jeu de mots.)
Nondum amabam, et amare amabam« Je n'aimais pas encore, mais je brûlais d'aimer. » Augustin d'Hippone, Confessions, 3, 1. Célèbre formule d'Augustin. Voir ici le texte.
Nosce te ipsum« Connais-toi toi-même. » Traduction latine de la formule grecque Γνῶθι σεαυτόν (Gnôthi seautón).
Nota bene« Note bien. » Signale une remarque importante. Abrégé "N.B."
Nove sed non nova« La manière est nouvelle, mais non la matière. »
Nulla dies sine linea« Pas de jour sans écrire une ligne. » Formule attribuée, de façon probablement erronée, à Pline l'Ancien à propos du peintre grec Apelle. Adoptée pour devise par Émile Zola et inscrite sur le linteau de cheminée de sa maison de Médan (voir : Histoire de Médan, la maison de Zola).
Nulla est medicina sine lingua latina« Nulle médecine sans latin. » Formule médiévale ayant pour objet de défendre la "médecine savante" contre la "médecine populaire".
Nullum crimen, nulla poena sine lege« Il n'est de crime sans une loi qui l'établit ; il n'est de peine sans une loi qui l'institue. »  Adage juridique.
Nulla poena sine lege« Il n'est de peine sans une loi qui l'institue. »  Adage juridique. Voir Nullum crimen, nulla poena sine lege.
Nulla regula sine exceptione« Pas de règle sans exception. »
Nulla res tam necessaria est quam medicina« Il n'est rien d'aussi nécessaire que la médecine. »
Nulla tenaci invia est via« Pour les tenaces, aucune route n'est infranchissable »
Nullum crimen, nulla poenan nullum judicium sine lege« Nul crime, nulle peine, nul procès sans loi. » Principe du droit selon lequel aucune infraction n'existe, aucune procédure ne peut être engagée, aucune peine prononcée sans qu'une loi le prévoie expressément. Voir Principe de légalité en droit pénal.
Nullus idoneus testis in re sua intelligitur« Nul ne peut être entendu comme témoin dans sa propre cause. » Adage juridique.
Nunc est bibendum« C'est maintenant qu'il faut boire. » Horace, Odes, 1, 37, 1. Invitation à boire d'Horace dans une ode composée à l'occasion de la victoire d'Actium.
Numero deus impare gaudet« Un chiffre impair plaît aux Dieux. » Virgile, Les Bucoliques, 8, 75.
Numerus claususLimite imposée par une autorité au nombre de récipiendaires d'un concours, d'une distinction, d'une charge, quel que soit le nombre d'impétrants.
Nunquam plura delicta concurrentia faciunt ut illius impunitas datur« Jamais une pluralité de délits ne doit assurer l’impunité de l’un d’entre eux. » Adage juridique.
Nutrisco et extinguo« Je m'en nourris et je l'éteins. » Devise de François Ier, roi de France, en référence à la salamandre de son blason.
Aller à l'index de locutions latines

### Nigro notanda lapillo
Cette formule n'existe pas dans l'œuvre de Catulle. Le texte attesté est très différent : lapide illa dies candidiore notat « jour qui mérite d'être marqué d'une pierre blanche ». Voici le texte correspondant. Catulle, Poèmes, 58, 144-150. Traduction : Maurice Rat (Paris, Garnier, 1931).
| Ingratum tremuli tolle parentis onus. Nec tamen illa mihi dextra deducta paterna fragrantem Assyrio uenit odore domum, sed furtiua dedit mira munuscula nocte, ipsius ex ipso dempta uiri gremio. Quare illud satis est, si nobis is datur unis quem lapide illa dies candidiore notat. | Évitons d'être à charge comme un vieux père tremblant ! D'ailleurs, ce n'est pas son père qui l'a conduite par la main dans ma maison embaumée des parfums de l'Assyrie ; mais elle s'échappa furtivement des bras mêmes de son époux dans cette nuit d'ivresse où elle me prodigua tous les trésors de son amour. Ah ! n'est-ce pas assez pour moi d'obtenir d'elle un seul jour qui mérite d'être marqué d'une pierre blanche ? |
Retour à la liste des locutions latines.

### Nihil conveniens decretis ejus
Cicéron, Des vrais biens et des vrais maux, 2, 31, 99. Traduction : François-Séraphin Regnier-Desmarais (1721), revue par Jean-Marie Guyau, Des suprêmes biens et des suprêmes maux (Paris, Delagrave, 1875).
| Huc et illuc, Torquate, uos uersetis licet, nihil in hac praeclara epistula scriptum ab Epicuro congruens et conueniens decretis eius reperietis. Ita redarguitur ipse a sese, conuincunturque scripta eius probitate ipsius ac moribus. nam ista commendatio puerorum. | Tournez-vous de tous côtés, Torquatus ; vous ne trouverez rien dans cette belle lettre d'Épicure qui s'accorde avec sa doctrine : au contraire, il s'y réfute lui-même ; et ce n'est que par l'opinion qu'il a laissée de sa probité et de ses mœurs, que ses écrits ont eu tant de cours. |
Retour à la liste des locutions latines.

### Nihil novi sub sole
Bible, Ecclésiaste, 1, 9. [Traduction : Louis Segond, 1910.]
| Quod fuit, ipsum est, quod futurum est. Quod factum est, ipsum est, quod faciendum est : nihil sub sole novum. | Ce qui a été, c'est ce qui sera, et ce qui s'est fait, c'est ce qui se fera. Il n'y a rien de nouveau sous le soleil. |
Retour à la liste des locutions latines.

### Non possumus
Actes des Apôtres 4, 20, [Traduction : Louis Segond, 1910]
| non enim possumus quae vidimus et audivimus non loqui | car nous ne pouvons pas ne pas parler de ce que nous avons vu et entendu. |
Retour à la liste des locutions latines.

### Nondum amabam, et amare amabam
Augustin d'Hippone, Confessions, 3, 1. Traduction : Louis Moreau (Paris, Debécourt, 1840).
| Veni Karthaginem, et circumstrepebat me undique sartago flagitiosorum amorum. nondum amabam, et amare amabam, et secretiore indigentia oderam me minus indigentem. quaerebam quid amarem, amans amare, et oderam securitatem et viam sine muscipulis, quoniam fames mihi erat intus ab interiore cibo, te ipso, deus meus, et ea fame non esuriebam, sed eram sine desiderio alimentorum incorruptibilium, non quia planus eis eram, sed quo insanior, fastidiosior. et ideo non bene valebat anima mea, et ulcerosa proiciebat se foras, miserabiliter scalpi avida contactu sensibilium. sed si non haberent animam, non utique amarentur. amare et amari dulce mihi erat, magis si et amantis corpore fruerer. | Je vins à Carthage, où bientôt j’entendis bouillir autour de moi la chaudière des sales amours. Je n’aimais pas encore, et j’aimais à aimer ; et par une indigence secrète, je m’en voulais de n’être pas encore assez indigent. Je cherchais un objet à mon amour, aimant à aimer ; et je haïssais ma sécurité, ma voie exempte de pièges. Mon cœur défaillait, vide de la nourriture intérieure, de vous-même, mon Dieu ; et ce n’était pas de cette faim-là que je me sentais affamé ; je n’avais pas l’appétit des aliments incorruptibles : non que j’en fusse rassasié ; je n’étais dégoûté que par inanition. Et mon âme était mal portante et couverte de plaies, et se jetant misérablement hors d’elle-même, elle mendiait ces vifs attouchements qui devaient envenimer son ulcère. C’est la vie que l’on aime dans les créatures aimées, être aimé m’était encore plus doux, quand la personne aimante se donnait toute à moi. |
Retour à la liste des locutions latines.